# آلفا رومئو ریسینگ سی۳۸
آلفا رومئو سی۳۸ (انگلیسی: Alfa Romeo C38) یک خودروی مسابقه‌ای فرمول یک است که جهت شرکت در مسابقات فرمول یک قهرمانی جهان فصل ۲۰۱۹ توسط آلفا رومئو ریسینگ طراحی و ساخته‌شده‌است. این خودرو اولین خودرو با مهندسی سائوبر است که در پی یک قرارداد منعقد شده با سائوبر موتوراسپورت آگ برای تغییر نام تیم
در فوریه ۲۰۱۹ با برند آلفا رومئو رونمایی شده‌است. رانندگانی که در فصل کنونی مسابقات فرمول یک این خودرو را می‌رانند، کیمی رایکونن و آنتونیو جوویناتزی هستند. از این خودرو در جایزه بزرگ استرالیا ۲۰۱۹ و با کسب اولین امتیازهای آن توسط کیمی رایکونن رونمایی شد.

## مشخصات فنی
موتور سی۳۸ یک موتور ۱۶۰۰سی‌سی وی۶ مجهز به یک توربوشارژر است. انرژی بدست آمده توسط سیستم بازیابی انرژی (ERS) آن در یک مجموعهٔ باتری ذخیره شده و بواسطهٔ یک موتور الکتریکی ۱۲۰ کیلوواتی آزاد شده و مورد استفاده قرار می‌گیرد. خودروی سی۳۸ به یک جعبه‌دندهٔ هشت سرعته، کالیپرهای ترمز ۶ پیستونی ساخت برمبو و دیسک‌ها و لنت‌های ترمز از جنس کامپوزیت کربن مجهز است. شاسی این خودرو از نوع مونوکوک و از جنس کامپوزیت کربن است. سیستم تعلیق جلوی آن از نوع دوجناقی با مجموعه فنر و کمک‌فنر مرکزی است که توسط میله‌های فشاری فعال می‌شود. سیستم تعلیق عقب این خودرو نیز از نوع چند اتصالی با عناصر فنر و کمک‌فنر مرکزی است که توسط میله‌های کششی فعال می‌شود. رینگ‌های چرخ سی۳۸ ساخت گروه اوزد بوده و تایرهای آن محصول شرکت پیرلی هستند.

## نتایج کامل در مسابقات جهانی فرمول یک
(کلید) (نتایجی که به‌صورت پررنگ نوشته شده‌اند نشانگر پول پوزیشن، و نتایجی که به‌صورت ایتالیک نوشته شده‌اند نشانگر سریع‌ترین دور هستند)
| سال  | شرکت‌کننده         | موتور     | تایر | رانندگان          | گراند پری | گراند پری | گراند پری | گراند پری | گراند پری | گراند پری | گراند پری | گراند پری | گراند پری | گراند پری | گراند پری | گراند پری | گراند پری | گراند پری | گراند پری | گراند پری | گراند پری | گراند پری | گراند پری | گراند پری | گراند پری | امتیاز | قهرمانی سازندگان |
| سال  | شرکت‌کننده         | موتور     | تایر | رانندگان          | استرالیا  | بحرین     | چین       | آذربایجان | اسپانیا   | موناکو    | کانادا    | فرانسه    | اتریش     | بریتانیا  | آلمان     | مجارستان  | بلژیک     | ایتالیا   | سنگاپور   | روسیه     | ژاپن      | مکزیک     | آمریکا    | برزیل     | ابوظبی    | امتیاز | قهرمانی سازندگان |
| ---- | ----------------- | --------- | ---- | ----------------- | --------- | --------- | --------- | --------- | --------- | --------- | --------- | --------- | --------- | --------- | --------- | --------- | --------- | --------- | --------- | --------- | --------- | --------- | --------- | --------- | --------- | ------ | ---------------- |
| ۲۰۱۹ | آلفا رومئو ریسینگ | فراری ۰۶۴ | P    | آنتونیو جوویناتزی | ۱۵        | ۱۱        | ۱۵        | ۱۲        | ۱۶        | ۱۹        | ۱۳        | ۱۶        | ۱۰        | ب.        | ۱۳        | ۱۸        | ۱۸†       | ۹         | ۱۰        | ۱۵        |           |           |           |           |           | ۳۵*    | هشتم*            |
| ۲۰۱۹ | آلفا رومئو ریسینگ | فراری ۰۶۴ | P    | کیمی رایکونن      | ۸         | ۷         | ۹         | ۱۰        | ۱۴        | ۱۷        | ۱۵        | ۷         | ۹         | ۸         | ۱۲        | ۷         | ۱۶        | ۱۵        | ب.        | ۱۳        |           |           |           |           |           | ۳۵*    | هشتم*            |

* فصل هنوز در جریان است.

† راننده مسابقه را به پایان نرسانده‌است، اما با توجه به اینکه بیش از ۹۰٪ از مجموع مسافت طی‌شده توسط رانندهٔ پیروز مسابقه را طی کرده‌است، در رده‌بندی پایان مسابقه قرار گرفته‌است.